# Kolding borgerlige skydeselskab af 1785
Kolding borgerlige skydeselskab af 1785 er Koldings ældste igangværende forening og er beliggende i Munkensdam. Husene og skydebanen er dog anlagt af Kolding Skytteforening, som var kommet i økonomiske vanskeligheder. Derfor indledtes forhandlinger med Kolding Borgerlige Skydeselskab om overtagelse af bygningerne, skydebanen og selve gælden, hvilket skete i 1867, og Skydeselskabet eksisterer på samme adresse i dag (2008).
Skydeselskabet var udelukkende for mænd indtil 1923, hvor et flertal stemte ja til forslaget om indlemmelse af kvinder. I dag er er ca. 1/3 af medlemmerne kvinder.I 1931 blev den første kvinde optaget i selskabet. Gennem årene er der opstået en række traditioner som stadig holdes i hævd.Der er generalforsamling hvert år i april og bagefter udsendes indbetalingkortet for kommende sæsons kontigent og dette kort er lavet som en skydeskive medet nummer og indskriften; "skyder selv til pinse" og markerer starten på den nye sæson.Selve skydningen foregår 3. Pinsedag og starter med orkestermusik og march fra rådhuset til Munkensdam.
Ikke alle medlemmer er aktive skytter og har man valgt ikke selv at skyde til Pinseskydningen, indgår ens skydeskive i en samlet pulje, som de aktive skytter senere skyder for. I denne pulje er også skydeskiver for majestæten,prinsgemalen og tronfølgeren. Skydekongen er den hvis skive har flest point og derfor kan man udråbes til skydekonge selvom man ikke har været til stede. Dette er sket flere gange og i 1807 blev Kong Frederik 6 skudt til konge. Det blev han så glad glad for at han forærede skydeselskabet en sølvplade med inskriptionen:
"Kong Frederik den siette schiænkede Kolding Skydeselskab dette Hæderstegn da han som Kronprinds vandt Kongepræmien ved Borgeren Wulfbergs skud den 4 juli 1807"
samt et lille skrin. Denne sølvplade hænger nu på Kongebåndet som bæres af Kongeskytten.
200 års jubilæet i 1985 var en stor begivenhed, Bryggeriet Slotsmøllen havde fremstillet specielle etiketter til øllet og posthuset lavede et særstempel.
Slesvigske Fodregiments Musikkorps førte an i et optog der gik fra rådhuset,gennem byen og til skydeselskabets lokaler, hvor formanden Bertel Bertelsen bød velkommen til gæsterne. Blandt gæsterne var Prins Henrik.